# Stor-Karis sten
Stor-Karis sten är ett så kallat jättekast, ett stort stenblock som transporterats till sin nuvarande plats av inlandsisen, längs riksväg 68 nära Källfallet i Riddarhyttan. Det sägs att jättekvinnan Stor-Kari från Passboberget skulle ha kastat stenen mot kyrkan i Skinnskatteberg för att tysta kyrkklockorna. Dock nådde stenen inte ända fram.